# Booth Gardner
Booth Gardner, född 21 augusti 1936 i Tacoma, Washington, död 15 mars 2013 i Tacoma, Washington, var en amerikansk demokratisk politiker. Han var Washingtons guvernör 1985–1993.
Gardner avlade 1958 kandidatexamen vid University of Washington och 1963 MBA vid Harvard Business School.
Gardner efterträdde 1985 John Spellman som Washingtons guvernör och efterträddes 1993 av Mike Lowry.